# بدلة سنية جزئية نزوعة

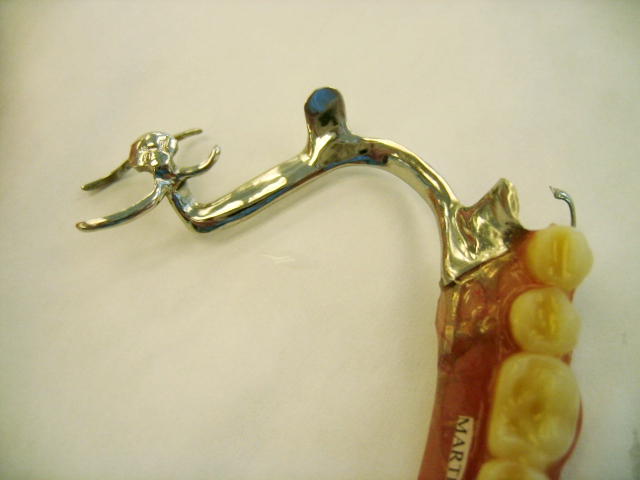

البِدلة الجُزئية النزوعة أو البِدلة السنية الجزئية النزوعة أو البِدلة الجُزئية سهلة النزع أو الصفيحة السنية الجُزئية المتحركة (بالإنجليزية: removable partial denture)‏ (RPD) هو جهاز سني يعوض عن الأسنان بالإضافة إلى البنى المحيطة بالأسنان، يسمى متحرك لكون المريض قادر على إزالته متى أراد.
ما تزال التعويضات المتحركة تحظى بأهمية كبيرة في مجال طب الأسنان التعويضي، وذلك على الرغم من انتشار الزرعات بشكل واسع، إلا أنها وإلى الآن لم تغن عن التعويضات المتحركة بشكل كامل، كما أنها باهظة الثمن، وتحتاح متطلبات تشريحية خاصة.
1. تقسم التعويضات المتحركة إلى ثلاث أقسام رئيسية وهي:
  1. التعويضات الكاملة: تعوض عن جميع الأسنان في أحد الفكين.
  2. التعويضات الجزئية: تعوض عن عدة أسنان في أحد الفكين، وتثبت على الأسنان المجاورة بواسطة ضامات clasp.
  3. التعويضات الوجهية الفكية: تعوض عن البنى الوجهية المفقودة نتيجة الأورام، التشوهات الخلقية، الإصابات الوجهية...

## الاستخدام
يمكن استخدام الأسنان القابلة للإزالة عندما يكون هناك نقص في الأسنان المطلوبة لتكون بمثابة دعم للجسر (أي الدعامات البعيدة) أوبسبب القيود المالية. يمكن استخدام سن واحد يكون قابل للإزالة والمعروف باسم «سن الزعنفة» مؤقتًا بعد خلع السن، خلال الأشهر العديدة التي يستغرقها إكمال زراعة الأسنان والتاج.

## التصميم
قبل تصميم أطقم الأسنان الجزئية يتم إجراء فحص كامل لتقييم حالة الأسنان المتبقية، وقد يشمل ذلك التصوير الشعاعي أو اختبار الحساسية أو تقييمات أخرى. من خلال هذا الفحص وتقييم الإطباق (مستوى الإطباق، الانجراف، ميل الأسنان والقوالب المفصلية التي تم مسحها) يمكن البدء في تصميم أطقم الأسنان الجزئية. يمكن أن تكون المعلومات عن أطقم الأسنان السابقة مفيدة جدًا في تحديد الميزات التي يجب أن تظل كما هي وأي ميزات التصميم يجب تغييرها على أمل إجراء تحسين.

### مراحل تصميم أطقم الأسنان الجزئية
يجب اتباع عملية تصميم منهجية:
- تحديد الأسنان المراد استبدالها
- ثم يتم سحب الأنسجة الرخوة المراد استبدالها (الشفير).
- يتم تحديد الوصيلة الرئيسية من قائمة خيارات (تعتمد الخيارات المتاحة على التقييم أعلاه).
- يجب تحديد الميزات الاحتياطية لطقم الأسنان - قد تشمل هذه المشبكات وثبات الطقم غير المباشر (غالبًا ما يكون مهمًا في أطقم الأسنان التي تتضمن سروج كينيدي من الفئة 1 والفئة 2).
- ثم يتم تحديد العناصر الداعمة التي تمنع سقوط طقم الأسنان في الأنسجة الرخوة، غالبًا ما تخفف الأسنان الطبيعية التحميل (مقاعد الراحة وتغطية الوصيلة).[6]

ومع ذلك هي ليست دائما "ممكنة. وبالتالي قد يكون الدعم عن طريق الأسنان أو الغشاء المخاطي أو مزيج من الأسنان والأغشية المخاطية.
- يجب أن يحتوي طقم الأسنان كلما أمكن على ميزات تتحمل الحركة الأفقية (سناد)، ويجب أن يكون للمشبكات تبادل مناسب.
- يجب أن تكون النظافة الخاصة بالطرف الاصطناعي مناسبة محاولة قدر الإمكان تقليل تغطية الأنسجة الرخوة.

يجب مراجعة التصميم وتبسيطه بإزالة المكونات غير الضرورية.